# Page Park
Page Park es un lugar designado por el censo ubicado en el condado de Lee en el estado estadounidense de Florida. En el Censo de 2010 tenía una población de 514 habitantes y una densidad poblacional de 737,76 personas por km².

## Geografía
Page Park se encuentra ubicado en las coordenadas 26°34′42″N 81°51′41″O / 26.57833, -81.86139. Según la Oficina del Censo de los Estados Unidos, Page Park tiene una superficie total de 0.7 km², de la cual 0.7 km² corresponden a tierra firme y (0%) 0 km² es agua.

## Demografía
Según el censo de 2010, había 514 personas residiendo en Page Park. La densidad de población era de 737,76 hab./km². De los 514 habitantes, Page Park estaba compuesto por el 77.04% blancos, el 7% eran afroamericanos, el 0.78% eran amerindios, el 0.39% eran asiáticos, el 0.19% eran isleños del Pacífico, el 12.06% eran de otras razas y el 2.53% pertenecían a dos o más razas. Del total de la población el 30.16% eran hispanos o latinos de cualquier raza.